# Plaza del Obispo (Málaga)
La plaza del Obispo se ubica en la ciudad andaluza de Málaga, España. Se encuentra frente a la fachada principal de la catedral de Málaga y el palacio Episcopal de Málaga, en la confluencia entre las calles Molina Lario y Salinas del centro histórico del distrito 1.

## Historia
El origen de esta plaza se remonta posiblemente a la época musulmana, pero adquirió su aspecto con la finalización de la fachada principal de la catedral y del palacio episcopal en el siglo XVIII. 
En la última década del siglo XX, la plaza fue reformada y algunos de sus edificios renovados, sustituyendo a los antiguos edificios de Diego Clavero y Gerónimo Cuervo. Las obras permitieron la cata de restos de la antigua muralla tardo-romana y bizantina.

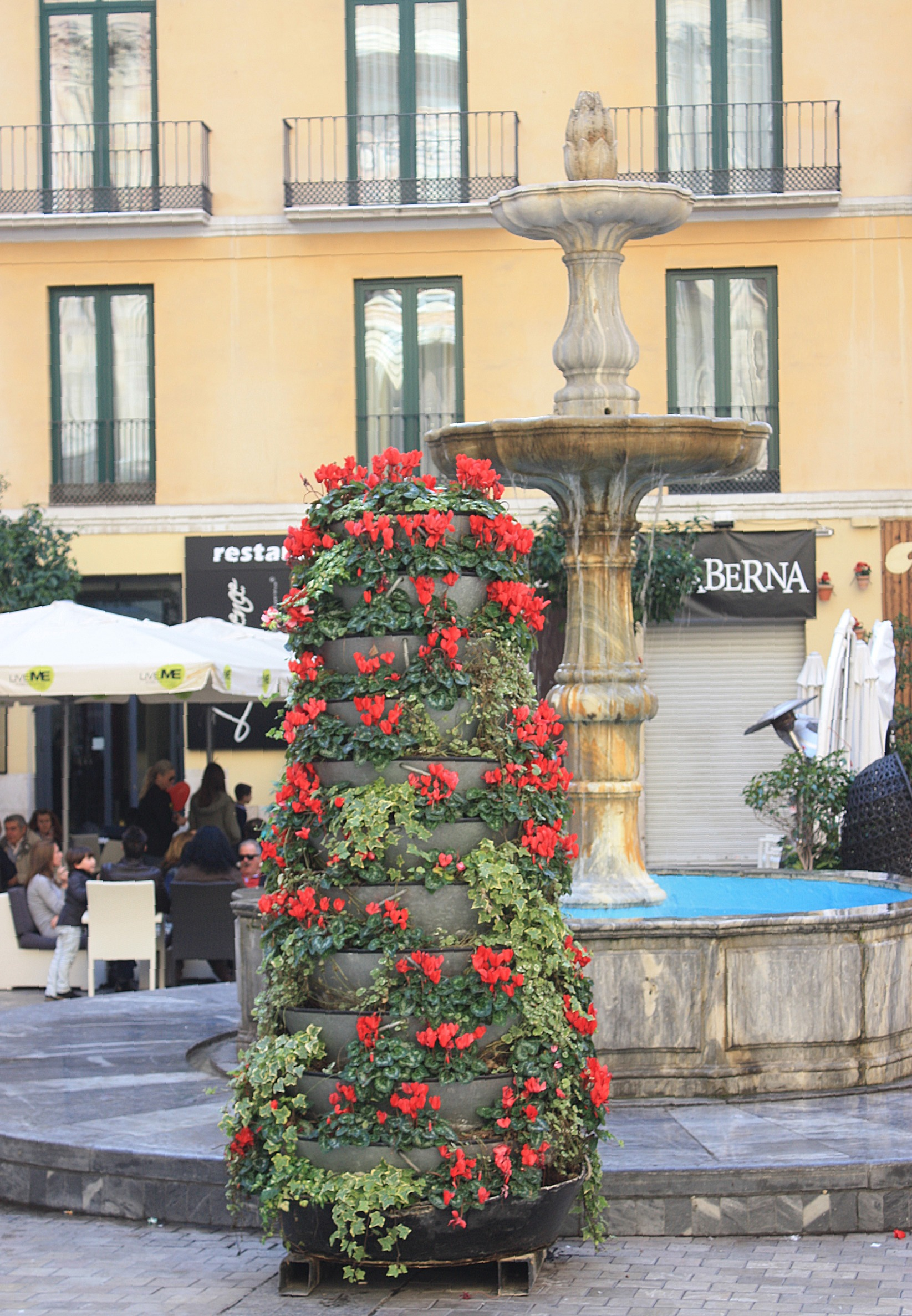
Fuente de la plaza

### Fuente de la Plaza del Obispo
La plaza presenta en el centro una fuente de 1785, cuya agua había sido traída a través del acueducto de San Telmo. Está construida con piedra de mármol gris, al igual que la portada del Palacio Episcopal, y consta de dos tazas y una piña en la parte superior desde donde mana el agua. Con la reforma de la plaza en 1998, se eliminó la jardinera que la rodeaba y se sustituyó por un basamento a modo de escalón.

## Curiosidades
La plaza del Obispo, el palacio episcopal y la catedral de Málaga aparecen en el largometraje de El puente de San Luis Rey (2004) como escenario de una ciudad del Perú colonial del siglo XVIII.